# JHQ Rheindahlen
Das JHQ (von: Joint Headquarters, deutsch: gemeinsames Hauptquartier) Rheindahlen war ein militärischer Stützpunkt nördlich von Rheindahlen im Mönchengladbacher Stadtbezirk West. Er diente von 1954 bis 2013 als Hauptquartier verschiedener Verbände der britischen Streitkräfte und der NATO. Er beherbergte unter anderem den Stab des Allied Rapid Reaction Corps (ARRC), einer Schnellen Eingreiftruppe der NATO. Das JHQ Rheindahlen bildete einen eigenen Stadtteil (Hauptquartier) mit (von 1954 rund 12.000) nurmehr 622 Einwohnern (Stand: 31. Dezember 2018) und 2000 Gebäuden, einschließlich Schulen, Kirchen, Theater (ehemalig), Sportplätzen und Einkaufszentrum.

## Geschichte

### Hintergrund
Gegen Ende des Zweiten Weltkriegs im Mai 1945 errichteten die von Westen vorrückenden britischen Streitkräfte zwei Hauptquartiere in Westdeutschland: Die 21st Army Group beschlagnahmte dafür große Teile von Bad Oeynhausen in Nordrhein-Westfalen, während die Royal Air Force (RAF) das niedersächsische Bad Eilsen als Standort wählte.
Die 21st Army Group wurde am 25. August 1945 in British Army of the Rhine (BAOR, Britische Rheinarmee) umbenannt, deren Stab zusammen mit belgischen und niederländischen Offizieren ab 1. November 1952 den Stab der Northern Army Group der NATO (NORTHAG, Heeresgruppe Nord) bildete. Nach dem gleichen Prinzip entstand am 2. April 1952 in Bad Eilsen der Stab der Second Allied Tactical Air Force (2ATAF, 2. Alliierte Taktische Luftflotte). Er setzte sich aus Offizieren der Royal Air Force sowie der belgischen und niederländischen Luftwaffe zusammen. Auftrag von NORTHAG und 2ATAF war es, im Kriegsfall das norddeutsche Gebiet nördlich einer Linie Köln–Kassel gegen Angriffe des Ostblocks bzw. Warschauer Pakts (ab 1955) zu verteidigen und eindringende Kräfte zurückzuwerfen. Im Frieden galt es, die Einsatzpläne und Befehlsstrukturen durch Übungen zu überprüfen und zu optimieren und dadurch gleichzeitig einen Beitrag zur NATO-Strategie der Abschreckung zu leisten.

### Entscheidung für Mönchengladbach
Schon 1950 gab es erste Pläne für eine Verlegung der Hauptquartiere. Dafür sprachen mehrere Gründe: Die Briten beanspruchten seit 1945 große Teile von Bad Oeynhausen und Bad Eilsen für sich und beeinträchtigten das zivile Leben und die Wirtschaft der beiden Kurstädte erheblich. Ein zweiter Grund lag in der Militärstrategie der NATO begründet. Danach bildete der Rhein eine Hauptverteidigungslinie im Kriegsfall, so dass wichtige Stützpunkte und Hauptquartiere möglichst westlich des Rheins liegen sollten. Entscheidendes Argument für einen Umzug waren jedoch die Finanzen: Laut dem Deutschlandvertrag vom 26. Mai 1952 kam Deutschland noch bis zum 30. Juni 1954 für die Kosten beschlagnahmter deutscher Liegenschaften auf. Nach diesem Datum mussten die jeweiligen Besatzungsmächte diese Ausgaben selbst tragen. Daher beeilten sich die Briten, bis Mitte 1954 ein neues Hauptquartier fertigzustellen.
Anfang August 1952 begann die Suche nach einem geeigneten Standort. Er sollte in der britischen Besatzungszone zwischen Aachen und Mönchengladbach gelegen sein, rund vier Quadratkilometer Fläche und eine gute Verkehrsanbindung bieten. Von zunächst sechs möglichen Arealen blieben bis zur Erkundung am 8. August vier übrig: Merbecker und Wegberger Busch, eine Waldfläche südlich von Myhl, der Birgelner Wald westlich des Militärflugplatzes Wildenrath sowie der Hardter Wald im Westen von Mönchengladbach. Die aus britischen und belgischen Offizieren und Vertretern des Landes Nordrhein-Westfalen bestehende Erkundungsgruppe entschied sich für den westlichen Teil des Hardter Waldes: Die günstige Lage, die gute Bebaubarkeit und die einfache Versorgung mit Gas, Strom und Wasser gaben den Ausschlag.
Die endgültige Entscheidung sollte bei einem Treffen am 12. August 1952 in Wildenrath fallen. Daran nahmen britische Offiziere und Vertreter der Bundesrepublik, des Landes Nordrhein-Westfalen und der Stadt Mönchengladbach teil. Franz Meyers, Innenminister von Nordrhein-Westfalen und zu dieser Zeit auch formell Oberbürgermeister von Mönchengladbach, meldete ernste Bedenken gegen die Wahl des Hardter Waldes an. Er liege zu nah an der Siedlung Hardt und der dortigen Lungenheilstätte und sei ein wichtiges Naherholungsgebiet. Als Alternative schlug er den unmittelbar südwestlich gelegenen Rheindahlener Wald mit Erweiterungsflächen im Nordwesten und Südwesten vor. Nach einer sofort durchgeführten Ortsbesichtigung stimmten die Briten zu; sie wollten noch am selben Tag zu einem Abschluss kommen. Die Briten beschlagnahmten das Gelände unverzüglich, einschließlich der Erweiterungsflächen rund acht Quadratkilometer. Das neue Hauptquartier sollte bis zum 1. Juni 1954 bezugsfertig sein, die veranschlagten Baukosten betrugen 130 Millionen DM. Da die ganze Angelegenheit vertraulich behandelt worden war, erfuhr die Öffentlichkeit erst am 15. August durch eine Presseerklärung von der Beschlagnahme und dem Bauvorhaben. Die Reaktionen fielen gemischt aus: Einige Bürger beklagten den Verlust des Waldes, andere protestierten gegen die zunehmende militärische Präsenz, während die örtliche Wirtschaft auf Aufträge hoffte.

### Erschließung und Bau
Am 15. August 1952 begannen die Vermessungsarbeiten für das rund 400 Hektar große Hauptquartier. Bei den britischen Streitkräften war Oberst Harry Grattan als Leitender Pionieroffizier mit der Bauleitung betraut worden, auf der deutschen Seite war Baudirektor Otto Schmalbruch als Leiter des eigens gegründeten Finanzsonderbauamtes der Stadt Mönchengladbach verantwortlich. Im September wurden die ersten Bäume für Baustraßen gerodet, am 28. Oktober begann die maschinelle Herstellung von über 20 Kilometer Hauptstraßen aus Beton.
Größte Einzelbaumaßnahme war das Stabsgebäude, ein dreigeschossiger mehrflügeliger Bau mit Außenmaßen von etwa 250 mal 160 Meter und rund 2000 Räumen. Die Grundsteinlegung für das so genannte Big House fand am 1. Juli 1953 statt. Außerdem entstanden 1126 Wohngebäude für Verheiratete und Familien, davon 476 für Unteroffiziere und Mannschaften und 650 für Offiziere. Dazu kamen rund 100 einfachere Unterkünfte für ledige Soldaten und Zivilangestellte. Alles in allem sollten rund 10.000 Menschen im JHQ untergebracht werden können. Zusätzlich wurden in den umliegenden Gemeinden über 300 Wohnungen für deutsche Bedienstete errichtet sowie das RAF-Hospital Wegberg auf Mönchengladbacher Stadtgebiet direkt an der Grenze zu Wegberg und die Nicholson-Barracks (die heutige Niederrhein-Kaserne) im Norden Mönchengladbachs mit einer Druckerei und das Besoldungsamt. Im JHQ selbst entstanden sämtliche Einrichtungen, die für Versorgung, Soziales, Kultur und Sport in einer Siedlung nötig sind: Offiziersmessen, Klubs, Schulen, Theater, Kino, Geschäfte, Postamt, Feuerwache, Kirchen, Freibad und über 20 Sportanlagen.
Für die meisten Gebäude nutzten die Briten wegen des Zeitdrucks Standardentwürfe, die sie schon bei ähnlichen Kasernenbauten verwendet hatten. Dadurch gingen die Mönchengladbacher Architekten bei diesem größten Bauvorhaben in der Geschichte der Stadt leer aus. Auch die ortsansässigen Bauunternehmen kamen kaum zum Zuge; die Briten bevorzugten große auswärtige Baufirmen. Immerhin 71 Mönchengladbacher Firmen nahmen bis Mitte Februar 1953 an Ausschreibungen teil oder erhielten Aufträge. Insgesamt waren 1500 Hauptauftragnehmer und etliche Subunternehmer an dem Bau beteiligt, bis zu 6000 Arbeiter wirkten gleichzeitig auf dem Gelände.
Drei mit Kohle betriebene Heizkraftwerke mit zusammen 26 Kesseln versorgten die Anlage mit Heizwärme und Warmwasser. Das JHQ wurde an das öffentliche Gasnetz angeschlossen und erhielt Strom über eine 15-kV-Leitung. Insgesamt wurden rund 1600 km Leitungen aller Art verlegt. Für die Versorgung mit Trinkwasser war ursprünglich der Anschluss an mindestens eines der drei umliegenden Wasserwerke geplant. Da deren Wasserqualität nur mäßig war und die Bauleitung von einem nahen Hausbrunnen mit besserem Wasser wusste, ließ sie Probebohrungen vornehmen. Diese stießen in 20 bis 26 Meter Tiefe auf Grundwasser guter Qualität. Die um Rat gefragten deutschen Geologen hielten die Ergiebigkeit des Vorkommens allerdings für zu gering, doch die britischen Pioniere um Oberst Grattan ließen sich nicht beirren und suchten weiter, denn sie wussten um Grattans besondere Fähigkeit: Er hatte sich vor dem Zweiten Weltkrieg in Indien als Rutengänger einen gewissen Ruf erworben. Grattan höchstpersönlich bestimmte mittels Wünschelrute weitere 17 Stellen für Testbohrungen, teilweise auch außerhalb des JHQ. Bei allen Bohrungen traf man auf den gleichen Grundwasserspeicher. Schnell war klar, dass sein Volumen die kalkulierten 340.000 Liter pro Tag würde liefern können. Also wurden vier Rohrbrunnen gebaut, wodurch das JHQ wider Erwarten unabhängig und preiswert mit gutem Trinkwasser versorgt werden konnte.
Die Gesamtkosten für alle Erschließungs- und Baumaßnahmen erreichten 198 Millionen D-Mark, davon entfielen 173 Millionen auf das JHQ Rheindahlen.

### Einzug und Namensgebung
Der sehr nasse Herbst des Jahres 1952 und der strenge Winter 1953/54 verzögerten die Fertigstellung. So war der geplante Einzug zum 1. Juli 1954 nicht zu halten und musste auf den 1. Oktober verschoben werden. An diesem Tag kamen die ersten Soldaten aus Bad Oeynhausen am Bahnhof Rheindahlen an. Am 4. Oktober 1954 übernahmen die vier Hauptquartiere des JHQ offiziell ihre Führungsaufgaben: Die Stäbe der RAF Germany (RAFG) und der Britischen Rheinarmee (BAOR) sowie die NATO-Stäbe der NORTHAG und der 2ATAF. Dabei war der Oberbefehlshaber der Rheinarmee gleichzeitig Befehlshaber der NORTHAG und der Oberbefehlshaber der RAFG Befehlshaber der 2ATAF. Die Stäbe der beiden NATO-Verbände setzten sich aus rund 800 Offizieren, Unteroffizieren und Mannschaften der drei Nationen Belgien, Niederlande und Großbritannien zusammen. Im November 1956 kamen deutsche Soldaten hinzu, ab August 1977 auch US-amerikanische. Die Briten besetzten rund ein Drittel aller Offiziersposten.
Bei der Namengebung für die neue Einrichtung gab es einiges Hin und Her. Die Stadtoberen von Mönchengladbach wollten den Stadtnamen in der Bezeichnung sehen, die britische Generäle hatten aber zunächst SW Rhine Garrison als Name ausgewählt. Auf einem Empfang der Stadt am 29. November 1954 verkündete der Oberbefehlshaber der Britischen Rheinarmee, General Sir Richard Gale, den neuen Standort Mönchengladbach nennen zu wollen. Ungeachtet dessen bezeichnen die Briten selbst ihn seither meist als JHQ Rheindahlen oder nur Rheindahlen. Die Mönchengladbacher nannten es anfangs britisches Hauptquartier, später auch NATO-Hauptquartier oder einfach Hauptquartier, JHQ, oder HQ.

### Anschläge
Das JHQ war Ziel mehrerer Bombenanschläge und eines Anschlagsversuchs. Am 24. August 1978 wurden zwei Bomben, die aus etwa 50 kg Sprengstoff bestanden, in einem geparkten Auto auf dem Parkplatz des Einkaufszentrums NAAFI gefunden. Das Auto war einige Tage zuvor bei einer Mietwagenfirma in Düsseldorf gemietet worden. Der Sachbearbeiter der Autovermietung konnte der Polizei eine genaue Beschreibung des Kunden geben, der sich Peter Farrell nannte und von dem aufgrund seines Akzents und seines Aussehens vermutet wird, dass er Ire war.
Die Irisch-Republikanische Armee (IRA) verübte 1973 einen Bombenanschlag durch eine Autobombe auf dem Parkplatz des Globe Theaters. Da die per Zeitzünder ausgelöste Explosion nach Ende der Vorstellung erfolgen sollte, diese aber schon früher als angekündigt endete, gab es keine Verletzten, sondern nur einige zerstörte Pkw. Ein Holländer und eine Frau aus Belfast konnten gefasst werden, ihr vermeintlicher Agentenführer, James Joseph McCann, allerdings entkam.
Am 23. März 1987 kam es dann zu einem weiteren Terroranschlag der IRA im JHQ: Vor einer Offiziersmesse mit deutschen Gästen detonierte am späten Abend eine 100 kg schwere Autobombe. Über 30 Menschen erlitten Verletzungen, drei davon schwere. Unter den Besuchern der Offiziersmesse befanden sich 27 Zivilisten; die Detonation war im Umkreis von 20 Kilometern spür- und hörbar. Das Gebäude wurde zerstört und mehr als ein Dutzend Autos gingen in Flammen auf. Als Folge dieses Attentats wurden von da an die Zugänge des JHQ kontrolliert, dennoch war es möglich, das Gelände zum Beispiel mit dem Fahrrad zu durchfahren. Zuvor war das Areal frei zugänglich gewesen. Seitdem stehen Straßensperren auf den Straßen die die verschiedenen Gebiete voneinander trennen. Dazu ist um das Gelände Stacheldrahtzaun gelegt.

### Nach dem Kalten Krieg
Der Mauerfall in Berlin im November 1989 und das Ende des Kalten Krieges wirkten sich auch auf das JHQ aus. Als erstes lösten die Briten am 20. April 1993 das Hauptquartier der Royal Air Force Germany auf. Am 24. Juni 1993 folgte die Außerdienststellung der Stäbe der Northern Army Group und der Second Allied Tactical Air Force. Als viertes und letztes wurde das HQ der Britischen Rheinarmee zwar am 28. Oktober 1994 außer Dienst gestellt, aber nicht aufgelöst, sondern umgewandelt in das Headquarters United Kingdom Support Command (Germany) (UKSC (G), Hauptquartier des Britischen Unterstützungskommandos Deutschland).
Ab dem 1. April 1994 war das Hauptquartier der Multinational Division Central (MND (C), (Multinationale Division Mitteleuropa) in Rheindahlen einsatzbereit. Das Konzept dieser ersten echten multinationalen Division der NATO mit den vier beteiligten Nationen Belgien, Deutschland, Großbritannien und Niederlande stammte noch aus dem Kalten Krieg. Die luftbewegliche MND (C) sollte die NORTHAG als Reserveeinheit unterstützen. Da sich die NATO zunehmend in Richtung anderer Krisenreaktionskräfte orientierte, schloss sie das Hauptquartier der MND (C) am 25. Oktober 2002.
Teil dieser NATO-Krisenreaktionskräfte ist das Allied Rapid Reaction Corps (ARRC), das als Schnelle Eingreiftruppe der NATO am 2. Oktober 1992 gegründet wurde. Der Stab des ARRC mit rund 500 Mitarbeitern hat seinen Sitz seit 1994 im JHQ Rheindahlen. Am ARRC sind 17 Nationen beteiligt, wobei Großbritannien Leitnation ist.
Einige Jahre lang mehrten sich Hinweise auf eine Verlegung der verbliebenen Hauptquartiere und auf die endgültige Schließung des JHQ. Am 12. September 2007 gab das britische Verteidigungsministerium seine Pläne bekannt, unter anderem das Hauptquartier des Alliierten Schnellen Eingreifcorps der NATO (HQ ARCC) nach Innsworth in der britischen Grafschaft Gloucestershire zu verlegen, und das JHQ Mönchengladbach-Rheindahlen bis 2014 vollständig aufzugeben.
Die endgültige Entscheidung wurde am 15. Mai 2008 publik und besagte, dass die Truppen ab 2010 an neuem Ort vorgehalten werden. Im Sommer 2008 zog zunächst die Schnelle Eingreiftruppe der NATO ab und bis 2014 auch alle anderen Truppen. Wann genau und welche Truppenteile verlegt werden, wurde im Frühjahr 2009 bekanntgegeben. Die Aufgabe der Residenz britischer Streitkräfte wurde vom 11. bis 14. Juli 2013 im JHQ sowie in der Mönchengladbacher Innenstadt groß zelebriert, allerdings nicht wie erhofft mit einem Mitglied des britischen Königshauses. Am 13. Dezember 2013 wurde das JHQ Rheindahlen abgesperrt und offiziell an die Bundesrepublik Deutschland übergeben. Seitdem ist die Bundesanstalt für Immobilienaufgaben (BImA) Eigentümerin des Geländes.

## Lage und Ausstattung

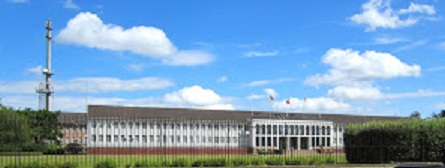
Big House des JHQ Rheindahlen im September 2012

Das JHQ liegt rund acht Kilometer westlich vom Mönchengladbacher Zentrum und ist als eigener Stadtteil Hauptquartier dem Stadtbezirk West zugehörig, wozu auch Rheindahlen gehört. Im Jahr 2007 lebten rund 5800 Menschen im JHQ, davon hatten aber nur 232 ihren Hauptwohnsitz hier. Etwa 1000 Zivilangestellte arbeiteten im Hauptquartier. Das 1952 von den Briten beschlagnahmte Gelände ging später in das Eigentum der Bundesrepublik Deutschland über und wurde den britischen Streitkräften 1983 durch eine Überlassungsvereinbarung zur Verfügung gestellt. Seine Fläche umfasste rund 380 Hektar mit etwa 2000 Gebäuden und 36 Kilometer Straßen. Die Straßen tragen britische Namen wie Queens Avenue (die Hauptstraße), Londonderry Drive oder Colchester Walk. Zwei Straßen sind in späteren Jahren nach den beiden Bauleitern Grattan und Schmalbruch benannt worden. Das Hauptquartier war frei zugänglich, allerdings gibt es seit dem Attentat 1987 nur noch drei Eingänge und Einlasskontrollen.
Außer den Wohnunterkünften und den militärischen Dienstgebäuden gab es im JHQ drei Kirchen, eine anglikanische (St. Boniface), eine katholische (St. Thomas More) und eine gemeinsame Kirche für die Church of Scotland und Methodisten (St. Andrew's). Dazu kamen drei Grundschulen, eine weiterführende Schule, zwei Kinos, ein Theater und mehrere Geschäfte, darunter einen Supermarkt der NAAFI, deren internationaler Hauptsitz ebenfalls in Rheindahlen liegt. Für sportliche Aktivitäten gab es zwei Aschenbahnen, ein Freibad, einen Reitstall und Anlagen unter anderem für Fußball, Hockey, Tennis, Cricket und Squash.
Das JHQ bildete zusammen mit anderen kleineren Liegenschaften in der Umgebung den Rheindahlen Military Complex (RMC).
Im öffentlichen Personennahverkehr wurde es zunächst durch die Linien 23 und 27 der Stadtwerke Mönchengladbach und später durch die Linien 023 und 026 der NEW mobil und aktiv Mönchengladbach erschlossen, die es bis zwei Tage vor der Schließung direkt mit den Mönchengladbacher Ortsteilen Hardt und Rheindahlen sowie darüber hinaus mit dem Mönchengladbacher Zentrum, Wickrath und Odenkirchen verbanden.

## Beziehungen zu Mönchengladbach
Die im JHQ Rheindahlen vertretenen Nationen und die Stadt Mönchengladbach bemühten sich von Anfang an um gute Beziehungen. So gab es zu den jeweiligen Nationalfeiertagen gegenseitige Empfänge. Hochrangige Persönlichkeiten, die das Hauptquartier dienstlich besuchten, statteten meist gleichzeitig der Stadt einen offiziellen Besuch ab. Darunter Prinz Philip, Prinz Charles, König Baudouin I., Bundespräsident Richard von Weizsäcker sowie verschiedene Verteidigungsminister und Oberbefehlshaber.
Schon 1954 entstand ein Deutsch-Britischer Club, der die Förderung der freundschaftlichen Beziehungen zum Ziel hat. Darüber hinaus sind viele regelmäßige Veranstaltungen mit dem JHQ verknüpft, darunter der Internationale Mönchengladbacher Militärwettkampf und das NATO-Musikfest.
Mit seinen bis zu 10.000 Bewohnern und 1000 Zivilbeschäftigten hatte das JHQ Rheindahlen eine wichtige Bedeutung für die örtliche Wirtschaft.

## Das JHQ in der Unterhaltungsliteratur
In der Unterhaltungsliteratur lieferte das NATO-Hauptquartier im Roman „Raptus“ die Kulisse und den Ausgangspunkt. Der Roman des Mönchengladbacher Dozenten, Journalisten und Schriftstellers Ansgar Fabri erzählt die fiktive Geschichte einer Mordserie an Soldaten im JHQ. Nach dem Mord an einem Soldaten mit einflussreicher Familie in den USA wird der FBI-Agent Gordon Northborn nach Deutschland beordert, wo er mit dem Mönchengladbacher Kriminalpolizisten Oskar Pelzer und dessen Team den Fall untersuchen soll. „Raptus“ greift das globale Thema des Afghanistankonflikts und die Folgen der Kriegstraumatisierung auf und verarbeitet sie lokal als Psychothriller. Der Roman wurde in der lokalen Presse positiv aufgenommen. Der Roman spielt an verschiedenen, nachvollziehbaren Orten innerhalb und außerhalb des NATO-Hauptquartiers. Das Buch wurde ins Stadtarchiv der Stadt Mönchengladbach aufgenommen.

## Schließungsfeier
Vom 11. bis 13. Juli 2013 gedachten Briten und Deutsche der gemeinsamen Geschichte. Die britischen Militärangehörigen brachten sich in Mönchengladbach intensiv in die sozialen Strukturen der Stadt mit ein. Bei volkstümlichen Festen und Wohltätigkeitsveranstaltungen beteiligten sich die Briten stets und pflegten freundschaftliche Kontakte zu den Zivilisten. Entsprechend emotional waren für viele die Schließungsfeierlichkeiten. Ein Festakt am Big House war der Auftakt zu den Veranstaltungen. Unter anderem nahmen Air Chief Marshal Sir Stuart Peach und der damalige Mönchengladbacher Oberbürgermeister Norbert Bude daran teil. Während des Empfangs sagte General Kommandeur (GOC) BFG, Generalmajor John Henderson: „Es ist das Ende einer Ära, definitiv wird eine Seite im Buch der Geschichte umgeschlagen.“ Er dankte dem Bürgermeister und den Menschen in Mönchengladbach „für den herzlichen Empfang in ihrer Stadt und ihre Begleitung durch dick und dünn“. Begleitet wurde diese erste Veranstaltung durch die aus neun Nationen zusammengesetzte Crossed Swords Pipe Band unter der Leitung des Brüggener Pipe Majors David Johnston, die Prince of Wales's Division und das deutsche Heeresmusikkorps 300. Die Crossed Swords Pipe Band hatte für mehrere Jahre im JHQ eine Heimat gefunden und regelmäßige Übungswochenenden hier abgehalten.
Zu den Feierlichkeiten gehörten noch eine große Parade mit zahlreichen hochrangigen Mitgliedern des britischen Militärs auf dem Kapuzinerplatz in Mönchengladbach, bei der Soldaten des 16. Signal Regiment und das 1 Military Intelligence Battalion teilnahmen. Generalmajor John Henderson appellierte dabei an das gemeinsame Menschenrechtsempfinden, sich für den Weltfrieden einzusetzen. Ein Empfang beim Oberbürgermeister im Haus Erholung und eine Feier mit vielen Tausend Gästen, ehemaligen im JHQ Stationierten und Zivilisten waren ebenso Teil der Feierlichkeiten, wie ein nicht-öffentlicher Gottesdienst. Der Auftritt einer Robbie Williams Tribute Band, der Crossed Swords und ein großes Feuerwerk zum Abschluss besiegelten das Ende des JHQ.
Seitdem gibt es noch eine kleine Kaserne in der Nähe des Stadions Mönchengladbach gegenüber der alten britischen Bauten am Konrad-Zuse-Ring.

## Heutige Nutzung
Vom 6. bis 13. August 2014 wurde das Gelände des ehemaligen JHQ Rheindahlen als Veranstaltungsort des 15. Bundesjugendlagers der THW-Jugend e. V. benutzt.
Der damalige Oberbürgermeister Norbert Bude berichtete am 12. Mai 2014 im Hauptausschuss, dass aus dem JHQ voraussichtlich ein Standort zur Erstunterbringung von Flüchtlingen werden soll. Seit Ende 2015 wurde ein Teil des Geländes als Flüchtlingsunterkunft genutzt, seit August 2016 dient es auch als Erstaufnahmeeinrichtung für Flüchtlinge. Außerdem nutzt die Polizei einen Teil des Geländes zu Übungszwecken.
Das Gelände wurde vom LVR als bedeutsamer Kulturlandschaftsbereich ausgezeichnet.

## Zukunft
Im Jahr 2011 wurde eine Bürgerbeteiligung zur Zukunft des JHQ-Areals durchgeführt. Konsens in den Perspektivenwerkstätten war, dass der Schwerpunkt auf einem „Rückbau zu Natur und Landschaft“ liegen sollte.
Ende 2013 wurden angebliche Pläne einer, wie sich bald herausstellte niemals existierenden, saudi-arabischen Investorengruppe bekannt, welche einen Freizeitpark auf einem Teil des Geländes (60 ha der insgesamt 400 ha) errichten wollte. Ein tatsächlicher Investor fand sich in den Folgejahren nicht. Der Seasons genannte Park sollte aus vier Kuppeldachhallen bestehen, welche die vier Jahreszeiten zum Thema haben. Außerdem sollte es eine Hochbahn und ein Hotel geben.
Der seit 2014 amtierende Oberbürgermeister Hans Wilhelm Reiners hat in einem Interview vom 24. November 2014 darauf hingewiesen, dass es einen Ratsbeschluss gebe, der besage, die Nachnutzung des JHQ-Geländes sollte in Richtung einer großflächigen Wiederaufforstung mit Nutzungsinseln gewerblicher Art gehen.
Die Bundesanstalt für Immobilienaufgaben (BImA) plant, das gesamte Gelände wieder in Waldgelände umzuwandeln und an ihren Geschäftsbereich Bundesforst zu übergeben. Es soll auch als Bundeskompensationsfläche dienen. Zunächst sollten ab August 2018 etwa 600 Gebäude auf einer Fläche von 75 Hektar abgerissen werden. Der Abriss weiterer Gebäude im westlichen Bereich soll frühestens im Frühjahr 2020[veraltet] beginnen. Die Abrissarbeiten auf dem gesamten Gelände werden wegen des Ausmaßes und der noch andauernden Nutzung voraussichtlich bis 2035 dauern. Aus dem dabei anfallenden Abbruchmaterial soll auf dem ehemaligen Sportfeld ein 35 Meter hoher Hügel mit Aussichtspunkt entstehen. Bis 2023[veraltet] soll den Planungen zufolge eine neue Wegeführung durch den westlichen Bereich des JHQ mit Anschluss an den Naturpark Schwalm-Nette im Nordwesten und an die Verbindung zum Tagebaurand im Süden geschaffen werden. Der südliche Teil des JHQ-Geländes soll als „erlebbarer Landschaftsraum mit Erschließungswegen“ dienen, der nördliche Teil soll ohne menschliche Nutzung bleiben. Als Erinnerung an die frühere Nutzung wird erwogen, Ausstattungselemente wie Straßenschilder und Wegweiser bestehen zu lassen und zusätzlich visuelle Medien aufzubauen.

## Dokumentation
- Goodbye Tommies! Abschied von den Briten, WDR 2014